# Maculinea microarion
Maculinea microarion är en fjärilsart som beskrevs av Beuret 1964. Maculinea microarion ingår i släktet Maculinea och familjen juvelvingar. Inga underarter finns listade i Catalogue of Life.